# بخش استوبنویل (شهرستان جفرسون، اوهایو)
بخش استوبنویل (به انگلیسی: Steubenville Township) یک منطقهٔ مسکونی در ایالات متحده آمریکا است که در شهرستان جفرسون، اوهایو واقع شده‌است.
 بخش استوبنویل ۲۰٫۲ کیلومتر مربع مساحت و ۴٬۳۱۹ نفر جمعیت دارد و ۲۷۰ متر بالاتر از سطح دریا واقع شده‌است.